# نوکومیس (ایلینوی)
نوکومیس، ایلینوی (به انگلیسی: Nokomis, Illinois) یک شهر در ایالات متحده آمریکا با جمعیت ۲٬۳۸۹ نفر است که در ایلی‌نوی واقع شده‌است.

## موقعیت جغرافیایی
موقعیت جغرافیایی شهرها و مناطق اطراف به شرح زیر است: